# Paul Bodin
Paul John Bodin (Cardiff, 13 september 1964) is een voormalig profvoetballer uit Wales die vooral naam maakte als verdediger bij Swindon Town (1988-1991 en 1992-1996). Hij sloot zijn carrière in 2001 af bij Bath City FC. Nadien stapte hij het trainersvak in.

## Interlandcarrière
Bodin kwam in totaal 23 keer (drie doelpunten) uit voor de nationale ploeg van Wales in de periode 1990–1994. Onder leiding van bondscoach Terry Yorath maakte hij zijn debuut op 20 mei 1990 in het vriendschappelijke thuisduel tegen Costa Rica (1-0), net als Gary Speed (Leeds United) en Eric Young (Wimbledon). Bodin miste een strafschop in de voor Wales cruciale WK-kwalificatiewedstrijd tegen Roemenië op woensdag 17 november 1993 in Cardiff. Roemenië won dat duel met 2-1 dankzij treffers van Gheorghe Hagi en Florin Raducioiu, en plaatste zich zodoende voor de WK-eindronde in de Verenigde Staten.
| Interlanddoelpunten | Interlanddoelpunten | Interlanddoelpunten | Interlanddoelpunten | Interlanddoelpunten | Interlanddoelpunten | Interlanddoelpunten | Interlanddoelpunten |
| #                   | Datum               | Locatie             | Wedstrijd           | Goal(s)             | Score               | Uitslag             | Wedstrijd           |
| ------------------- | ------------------- | ------------------- | ------------------- | ------------------- | ------------------- | ------------------- | ------------------- |
| 1                   | 01/05/1991          | Cardiff             | Wales – IJsland     | 35' (pen.)          | 1 – 0               | 1 – 0               | Oefeninterland      |
| 2                   | 16/10/1991          | Neurenberg          | Duitsland – Wales   | 84'                 | 4 – 1               | 4 – 1               | EK-kwalificatie     |
| 3                   | 13/11/1991          | Cardiff             | Wales – Luxemburg   | 82' (pen.)          | 1 – 0               | 1 – 0               | EK-kwalificatie     |